# Emil Schallopp
Emil Schallopp (* 1. August 1843 in Friesack; † 9. April 1919 in Steglitz) war ein deutscher Schachspieler und Stenograph.

## Werdegang und Beruf
Schallopp erwarb 1861 sein Abitur am Joachimsthaler Gymnasium in Berlin. Er studierte Philologie und wurde während seines Studiums 1863 Mitstifter der Alten/"Dritten" Burschenschaft Alemannia Berlin. Später wandte er sich der Stenographie zu (System Stolze) und wirkte seit 1867 als Stenograph beim Norddeutschen Reichstag.
Im Anschluss an die Reichsgründung bekleidete er dann seit 1872 die Position des Vorsitzenden des Berliner Stenographen-Büros des Reichstags. Später wurde ihm der Titel Geheimer Rechnungsrat verliehen.
Am Ende seines Lebens litt Schallopp jahrelang an den Folgen eines Schlaganfalls, von dem er sich nicht mehr erholte. Er wurde auf dem Friedhof Steglitz bestattet.

## Schachkarriere
Mit 13 Jahren erlernte Schallopp das Schachspiel. 1861 wurde er Mitglied im Akademischen Schachklub Berlin. Er nahm ab 1867 an den bedeutendsten Turnieren dieser Zeit teil und verfasste eine stattliche Anzahl an Turnierbüchern. Im Nachruf der Deutschen Schachzeitung heißt es, Schallopp habe von 1863 bis 1871 in Berlin in Kämpfen mit Adolf Anderssen, Johannes Zukertort, Gustav Neumann und Berthold Suhle eine bedeutende Spielstärke erlangt. In jüngeren Jahren erregte er zudem als herausragender Blindspieler Aufsehen, der bis zu acht Partien gleichzeitig absolvierte.
Seine bedeutenderen Turniererfolge waren ein vierter Platz 1880 in Wiesbaden, 1885 jeweils ein zweiter Platz in Hereford (zusammen mit Henry Edward Bird) und 1886 in Nottingham. Im Jahr 1891 unterlag er Walbrodt in einem Wettkampf in Berlin mit 3,5:5,5 (+3 =1 −5).
Seine beste historische Elo-Zahl betrug 2650, die er im Juli 1887 erreichte.

## Schachschriftsteller
Schallopp war in großem Umfang publizistisch tätig. Er verfasste namentlich Bücher zu den folgenden Meisterturnieren: Leipzig 1877, Paris 1878, Leipzig 1879, Berlin 1881, Nürnberg 1883 und Hastings 1895. Er veröffentlichte 1886 einen Band zu dem ersten offiziellen Weltmeisterschaftskampf zwischen Wilhelm Steinitz und Johannes Zukertort, der in den Vereinigten Staaten stattfand.
Im Jahr 1891 gab Schallopp zudem das Handbuch des Schachspiels von Paul Rudolph von Bilguer in der 7. Auflage heraus. Außerdem bearbeitete er zahlreiche Schachspalten in Periodika, z. B. in der Saale-Zeitung (Halle).

## Ehrungen und Nachwirkung
Im Jahr 1902 ernannte ihn die Berliner Schachgesellschaft, der Schallopp mehrere Jahre als Vorsitzender gedient hatte, zum Ehrenpräsidenten. Ferner war Schallopp Ehrenmitglied des Deutschen Schachbundes.
In Steglitz (seit 1920: Berlin-Steglitz) gab es später einen Schachverein Schallopp Steglitz. Noch heute trägt dort eine Straße seinen Namen.
Nach Schallopp ist ferner die Schallopp-Variante im Königsgambit benannt: 1. e2–e4 e7–e5 2. f2–f4 e5xf4 3. Sg1–f3 Sg8–f6. Sie wurde im modernen Schach von dem früheren Weltmeister Anatoli Karpow einige Male erfolgreich eingesetzt.